# Hôtel de ville de Nice
 (avril 2017).
Si vous disposez d'ouvrages ou d'articles de référence ou si vous connaissez des sites web de qualité traitant du thème abordé ici, merci de compléter l'article en donnant les références utiles à sa vérifiabilité et en les liant à la section « Notes et références ».
L’hôtel de ville de Nice, situé dans le Vieux-Nice, abrite les institutions municipales depuis 1868. Le bâtiment est situé à l'angle de la rue Saint-François de Paule et de la rue de l'Hôtel de ville, face à l'esplanade Georges-Pompidou (anciennement parvis Sulzer).

## Histoire
Précédemment installé au Château de Nice, le conseil communal s'installe en 1584 au Palais communal.
Initialement un séminaire, dont la construction débute dans la première moitié du XVIIIe siècle, le bâtiment devient au XIXe siècle l'ancien hôpital Saint-Roch.
En 1866, alors que l'immeuble est cédé à la Ville de Nice, cette dernière engage de lourds travaux de restructuration sous la direction de l'architecte municipal François Aune afin d'y installer l'hôtel de ville (nouveau dessin des façades, aménagement de la salle des mariages et du bureau de l'état civil, etc.). François Malausséna devient le premier maire de Nice à s'installer dans les nouveaux locaux en 1868.
En 1928, sous le mandat de Jean Médecin, de nouveaux travaux d'embellissement sont effectués par l'architecte Nicolas Anselmi : l'extérieur est embellie ainsi que l'ensemble de la décoration intérieure (revue par l'architecte-décorateur Clément Goyenèche dans un style Art déco).
Une extension moderne sera réalisée dans le cœur d’îlot en 1967, sous la direction de l'architecte Émile Rous, et un étage supplémentaire est ajouté. A cette époque, la sculpture du Pouce du sculpteur César est installé sur le parvis.
Au début des années 2010, la façade est également repeinte en rouge sarde, similaire aux bâtiments de la place Masséna.

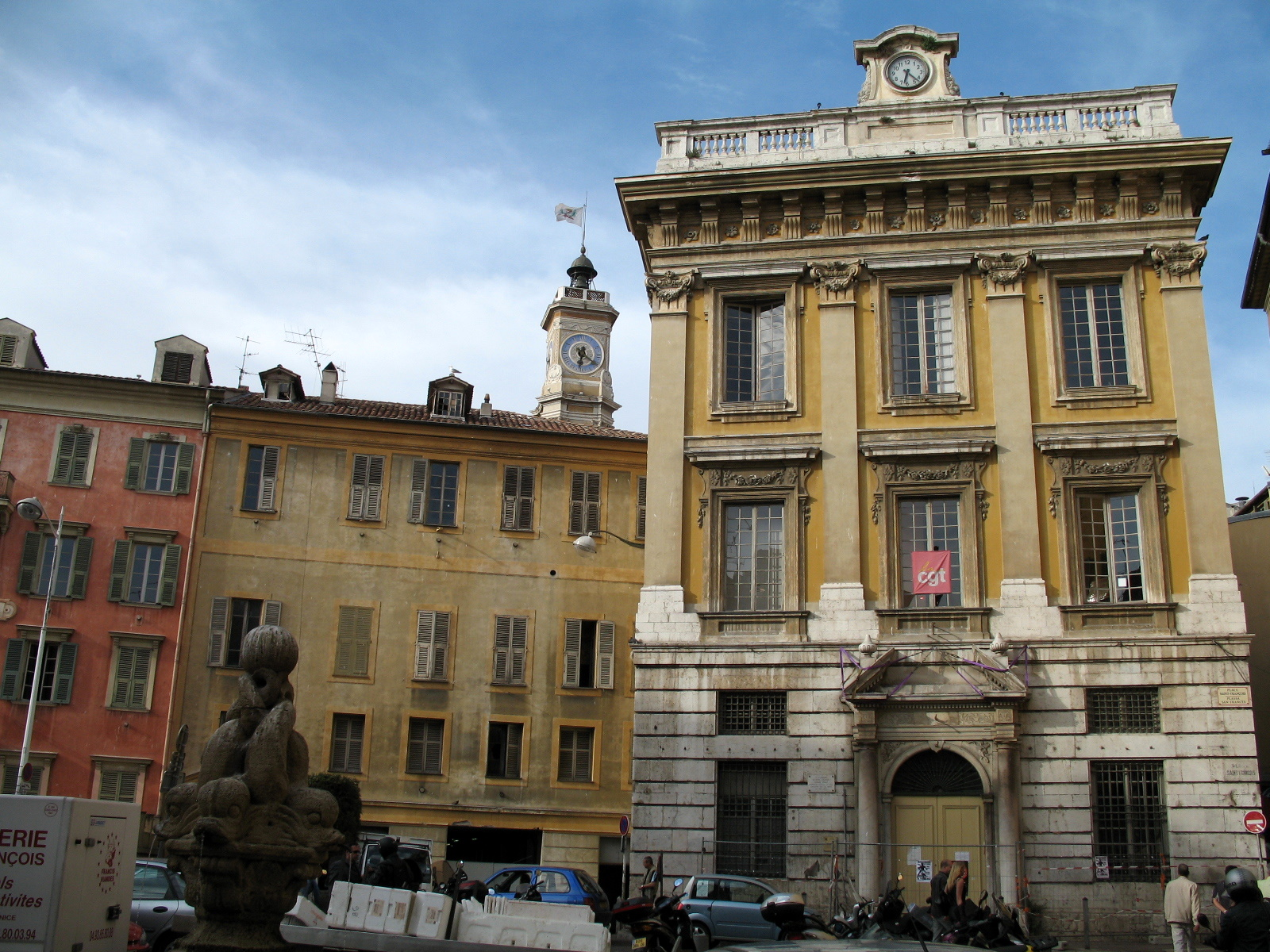
Le Palais communal, ancien l’hôtel de ville.
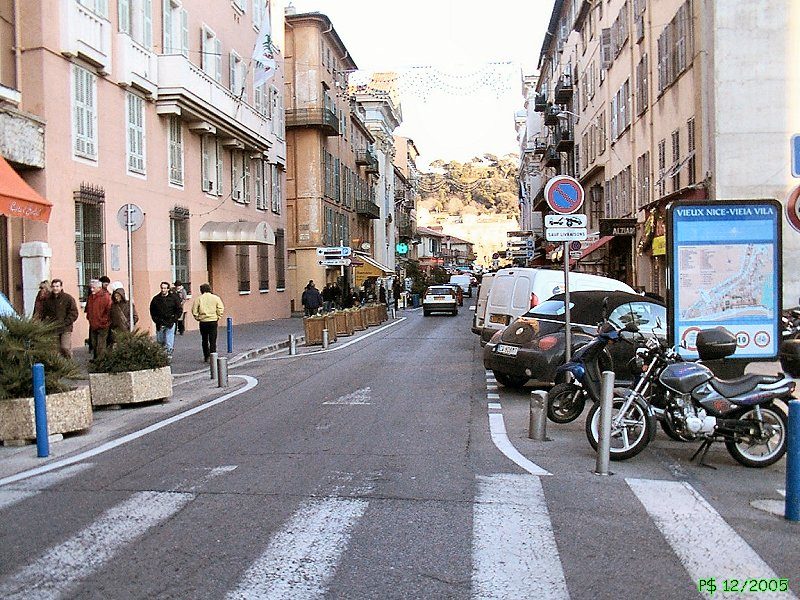
Entrée, rue Saint-François de Paule